# Арбитражные суды субъектов Российской Федерации
Арбитражные суды субъектов РФ являются нижним звеном в системе федеральных арбитражных судов, куда также входят Арбитражные апелляционные суды, федеральные Арбитражные суды округов и Высший Арбитражный Суд РФ (с лета 2014 года его функции переданы Верховному Суду).

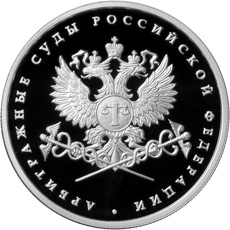
Памятная монета Банка России

В Российской Федерации действует 85 арбитражных суда субъектов РФ, в том числе 3 арбитражных суда в автономных округах: Ханты-Мансийском, Чукотском и Ямало-Ненецком. Местом их постоянного пребывания является административный центр соответствующего субъекта Российской Федерации.
Таким образом, в каждом субъекте Российской Федерации имеется арбитражный суд соответственно республики, края, области, города федерального значения, автономной области и автономного округа. Между тем, согласно ч. 2 ст. 34 Закона об арбитражных судах, один арбитражный суд субъекта Российской Федерации может осуществлять правосудие на территориях нескольких субъектов Российской Федерации и наоборот, судебную власть на территории одного субъекта Российской Федерации могут осуществлять сразу несколько арбитражных судов.
Арбитражные суды субъектов РФ образованы во втором полугодии 1992 г. в силу Закона РСФСР от 4 июля 1991 г. «Об арбитражном суде» вместо действовавших органов государственного арбитража, а также в 1993 г. по некоторым отдельным Постановлениям Верховного Совета РФ.
Структура каждого арбитражного суда субъекта РФ включает в себя президиум суда, может включать также судебные коллегии, рассматривающие споры, возникающие из гражданских и административных правоотношений. При этом численность судебного состава в соответствии с Регламентом арбитражных судов должна составлять не менее пяти судей.
В 2007 году в связи с объединением Пермской области и Коми-Пермяцкого АО и образования нового субъекта федерации — Пермский край, Арбитражный суд Коми-Пермяцкого автономного округа переименован в Постоянное судебное присутствие Арбитражного суда Пермского края в г. Кудымкаре.

## Список судов
| N  | Субъект | Председатель                            | Код суда |
| -- | --- | --------------------------------------- | -------- |
| 1  | Москва | Новиков, Николай Алексеевич             | А40      |
| 2  | Санкт-Петербург и Ленинградская область                                                                              | Володкина, Александра Ивановна          | А56      |
| 3  | Севастополь | Костерин, Александр Валерьевич (и. о.)  | А84      |
| 4  | Алтайский край | Долгалев, Борис Геннадьевич             | А03      |
| 5  | Амурская область | Антонова, Светлана Александровна        | А04      |
| 6  | Архангельская область                                                                                                | Хромцов, Виктор Николаевич              | А05      |
| 7  | Астраханская область                                                                                                 | Смирников, Алексей Валерьевич           | А06      |
| 8  | Белгородская область                                                                                                 | Белоусова, Валентина Ивановна (и. о.)   | А08      |
| 9  | Брянская область | Егоров, Евгений Иванович                | А09      |
| 10 | Владимирская область                                                                                                 | Васильев, Игорь Викторович              | А11      |
| 11 | Волгоградская область                                                                                                | Романов, Виктор Николаевич              | А12      |
| 12 | Вологодская область                                                                                                  | Чапаев, Игорь Александрович             | А13      |
| 13 | Воронежская область                                                                                                  | Кочетков, Александр Викторович          | А14      |
| 14 | Еврейская автономная область                                                                                         | Янина, Светлана Владимировна            | А16      |
| 15 | Забайкальский край                                                                                                   | Ячменёв, Георгий Григорьевич            | А78      |
| 16 | Ивановская область                                                                                                   | Семёнов, Алексей Иванович               | А17      |
| 17 | Иркутская область | Алдатов, Батраз Константинович          | А19      |
| 18 | Республика Кабардино-Балкария                                                                                        | Шокумов, Юрий Жирасланович (и. о.)      | А20      |
| 19 | Калининградская область                                                                                              | Бандуров, Дмитрий Николаевич            | А21      |
| 20 | Калужская область | Туманов, Владислав Николаевич           | А23      |
| 21 | Камчатский край | Курмачев, Денис Валерьевич              | А24      |
| 22 | Республика Карачаево-Черкесия                                                                                        | Мельников, Игорь Михайлович             | А25      |
| 23 | Кемеровская область                                                                                                  | Кощеев, Константин Леонидович           | А27      |
| 24 | Кировская область | Мартынов, Сергей Васильевич             | А28      |
| 25 | Костромская область                                                                                                  | Цветков, Сергей Владимирович            | А31      |
| 26 | Краснодарский край                                                                                                   | Егоров, Алексей Евгеньевич              | А32      |
| 27 | Красноярский край | Касьянова, Лариса Анатольевна           | А33      |
| 28 | Курганская область                                                                                                   | Доставалов, Вячеслав Валерьевич         | А34      |
| 29 | Курская область | Левашов, Андрей Анатольевич             | А35      |
| 30 | Липецкая область | Щедухина, Татьяна Михайловна            | А36      |
| 31 | Магаданская область                                                                                                  | Нестерова, Наталья Юрьевна (и. о.)      | А37      |
| 32 | Московская область                                                                                                   | Смирнов, Олег Валентинович (и. о.)      | А41      |
| 33 | Мурманская область                                                                                                   | Беляева, Лариса Евгеньевна (и. о.)      | А42      |
| 34 | Нижегородская область                                                                                                | Санинский, Роман Александрович          | А43      |
| 35 | Новгородская область                                                                                                 | Драчен, Артём Васильевич                | А44      |
| 36 | Новосибирская область                                                                                                | Козлова, Елена Петровна                 | А45      |
| 37 | Омская область | Поликарпов, Евгений Вячеславович        | А46      |
| 38 | Оренбургская область                                                                                                 | Штырник, Валентина Михайловна           | А47      |
| 39 | Орловская область | Шурыгин, Сергей Дмитриевич              | А48      |
| 40 | Пензенская область                                                                                                   | Радин, Станислав Юрьевич                | А49      |
| 41 | Пермский край | Мещерякова, Татьяна Игоревна            | А50      |
| 42 | Приморский край | Сеитов, Эльдар Муталибович (и. о.)      | А51      |
| 43 | Псковская область | Тимаев, Федор Иванович                  | А52      |
| 44 | Республика Адыгея | Боровик, Александр Михайлович           | А01      |
| 45 | Республика Алтай | Гуткович, Евгений Михелевич (и. о.)     | А02      |
| 46 | Республика Башкортостан                                                                                              | Архиереев Николай Викторович (и. о.)    | А07      |
| 47 | Республика Бурятия                                                                                                   | Сонин, Анатолий Анатольевич             | А10      |
| 48 | Республика Дагестан                                                                                                  | Исаев, Магомед Салихович                | А15      |
| 49 | Республика Ингушетия                                                                                                 | Газдиев, Исса Баматгиреевич             | А18      |
| 50 | Республика Калмыкия                                                                                                  | Ванькаев, Батыр Сергеевич               | А22      |
| 51 | Республика Карелия                                                                                                   | Кезик, Татьяна Васильевна               | А26      |
| 52 | Республика Коми | Чернышов, Дмитрий Васильевич            | А29      |
| 53 | Республика Крым | Мартыненко, Юлия Владимировна           | А83      |
| 54 | Республика Марий Эл                                                                                                  | Рогожина, Людмила Васильевна            | А38      |
| 55 | Республика Мордовия                                                                                                  | Александров, Сергей Васильевич          | А39      |
| 56 | Республика Саха (Якутия)                                                                                             | Макаров, Игорь Владимирович             | А58      |
| 57 | Республика Северная Осетия                                                                                           | Носенко, Марина Сергеевна               | А61      |
| 58 | Республика Татарстан                                                                                                 | Боровков, Максим Сергеевич              | А65      |
| 59 | Республика Тыва | Ажи, Владимир Алдын-оолович             | А69      |
| 60 | Республика Хакасия                                                                                                   | Ципляков, Валерий Владимирович          | А74      |
| 61 | Ростовская область                                                                                                   | Мишаков, Олег Григорьевич               | А53      |
| 62 | Рязанская область | Митяева, Лариса Игоревна                | А54      |
| 63 | Самарская область | Каплин, Сергей Юрьевич                  | А55      |
| 64 | Саратовская область                                                                                                  | Горябин, Алексей Анатольевич            | А57      |
| 65 | Сахалинская область                                                                                                  | Шилов, Александр Владимирович           | А59      |
| 66 | Свердловская область                                                                                                 | Сидоркин, Станислав Владиславович       | А60      |
| 67 | Смоленская область                                                                                                   | Пузаненков, Юрий Алексеевич             | А62      |
| 68 | Ставропольский край                                                                                                  | Лысенко, Лариса Анатольевна             | А63      |
| 69 | Тамбовская область                                                                                                   | Соловьёва, Оксана Викторовна            | А64      |
| 70 | Тверская область | Романова, Елена Викторовна              | А66      |
| 71 | Томская область | Янущик, Дмитрий Иосифович               | А67      |
| 72 | Тульская область | Филина, Ирина Леонидовна                | А68      |
| 73 | Тюменская область | Финько, Олег Иванович                   | А70      |
| 74 | Удмуртская Республика                                                                                                | Сердитова, Екатерина Николаевна         | А71      |
| 75 | Ульяновская область                                                                                                  | Тимофеев Вячеслав Владиславович (и. о.) | А72      |
| 76 | Хабаровский край | Софрина, Зоя Федоровна                  | А73      |
| 77 | Ханты-Мансийский автономный округ — Югры                                                                             | Лисянский, Денис Павлович               | А75      |
| 78 | Челябинская область                                                                                                  | Шайхутдинов, Евгений Маратович          | А76      |
| 79 | Чеченская Республика                                                                                                 | Хаджиев, Тимерлан Асламбекович          | А77      |
| 80 | Чувашская Республика — Чувашия                                                                                       | Бойко, Олег Иванович                    | А79      |
| 81 | Чукотский автономный округ                                                                                           | Дерезюк, Юлия Владимировна              | А80      |
| 82 | Ямало-Ненецкий автономный округ                                                                                      | Слесарев, Андрей Алексеевич             | А81      |
| 83 | Ярославская область                                                                                                  | Еремычева, Ирина Ивановна               | А82      |
| 84 | Постоянное судебное присутствие Арбитражного суда Пермского края                                                     |                                         | А50П     |
| 85 | Постоянное судебное присутствие Арбитражного суда Архангельской области в Ненецком автономном округе (г. Нарьян-Мар) |                                         | А05П     |